# Liste der Stolpersteine in Oberwesel
Die Liste der Stolpersteine in Oberwesel enthält alle Stolpersteine, welche von Gunter Demnig in Oberwesel verlegt wurden. Sie sollen an die Opfer des Nationalsozialismus erinnern, die in Oberwesel ihren letzten bekannten Wohnsitz hatten, bevor sie deportiert, ermordet, vertrieben oder in den Suizid getrieben wurden.
Hinweis: Die Liste ist sortierbar. Durch Anklicken eines Spaltenkopfes wird die Liste nach dieser Spalte sortiert, zweimaliges Anklicken kehrt die Sortierung um. Durch das Anklicken zweier Spalten hintereinander lässt sich jede gewünschte Kombination erzielen.
Anklicken des Bildes vergrößert das Bild.

## Liste der Stolpersteine
| Adresse                           | Verlegedatum | NS-Opfer                      | Inschrift                                                                                              | Bild | Kollektion |
| --------------------------------- | ------------ | ----------------------------- | --- | ---- | ---------- |
| Pliersgasse 5 · Oberwesel ·       | 2. Feb. 2015 | Julius Marx Jg. 1892          | „Schutzhaft“ 1938 Dachau Deportiert 1942 Ermordet im besetzten Polen                                   |      |            |
| Pliersgasse 5 · Oberwesel ·       | 2. Feb. 2015 | Paula Marx geb. Cahn Jg. 1893 | Deportiert 1942 Ermordet im besetzten Polen                                                            |      |            |
| Pliersgasse 5 · Oberwesel ·       | 2. Feb. 2015 | Karoline Marx Jg. 1897        | Deportiert 1942 Ermordet im besetzten Polen                                                            |      |            |
| Pliersgasse 5 · Oberwesel ·       | 2. Feb. 2015 | Herta Marx Jg. 1905           | Deportiert 1942 Ermordet im besetzten Polen                                                            |      |            |
| Schaarplatz 1 · Oberwesel ·       | 2. Feb. 2015 | Theodor Lichtenstein Jg. 1888 | Deportiert 1942 Theresienstadt 1944 Auschwitz ermordet                                                 |      |            |
| Kirchstraße 85 · Oberwesel ·      | 2. Feb. 2015 | Gustav Gerson Jg. 1865        | Gedemütigt/Entrechtet Auf der Flucht Herzversagen 29.11.1940                                           |      |            |
| Kirchstraße 85 · Oberwesel ·      | 2. Feb. 2015 | Else Trum Jg. 1903            | Deportiert 1942 Ermordet im besetzten Polen                                                            |      |            |
| Kirchstraße 85 · Oberwesel ·      | 2. Feb. 2015 | Erna Gottschalk Jg. 1906      | Flucht 1939 USA                                                                                        |      |            |
| Kirchstraße 85 · Oberwesel ·      | 2. Feb. 2015 | Max Gottschalk Jg. 1898       | Flucht 1938 USA                                                                                        |      |            |
| Kirchstraße 85 · Oberwesel ·      | 2. Feb. 2015 | Alfred Gottschalk Jg. 1930    | Flucht 1938 USA                                                                                        |      |            |
| Kirchstraße 85 · Oberwesel ·      | 2. Feb. 2015 | Rosalie Trum Jg. 1881         | Flucht 1940 Südamerika                                                                                 |      |            |
| Heumarkt 11 · Oberwesel ·         |              | Adolf Seligmann Jg. 1869      | Deportiert 1942 Theresienstadt 1942 Treblinka Ermordet                                                 |      |            |
| Rathausstraße 6 · Oberwesel ·     |              | Joseph Hochscheid Jg. 1886    | Eingewiesen 17.5.1941 Heilanstalt Andernach ´Verlegt’ 18.6.1941 Hadamar Ermordet 18.6.1941 ´Aktion T4´ |      |            |
| Liebfrauenstraße 50 · Oberwesel · | 12. Mai 2017 | Leo Mayer Jg. 1881            | Deportiert 1942 Theresienstadt Ermordet in Auschwitz                                                   |      |            |
| Liebfrauenstraße 50 · Oberwesel · | 12. Mai 2017 | Ida Mayer Jg. 1895            | Deportiert 1942 Theresienstadt Ermordet in Auschwitz                                                   |      |            |
| Liebfrauenstraße 50 · Oberwesel · | 12. Mai 2017 | Moritz Mayer Jg. 1876         | Deportiert 1942 Ermordet im besetzten Polen                                                            |      |            |
| Liebfrauenstraße 50 · Oberwesel · | 12. Mai 2017 | Jenny Mayer Jg. 1879          | Deportiert 1942 Ermordet im besetzten Polen                                                            |      |            |